# Aïn Draham (délégation)
Aïn Draham est une délégation tunisienne dépendant du gouvernorat de Jendouba.
En 2004, elle compte 40 372 habitants dont 19 974 hommes et 20 398 femmes répartis dans 9 228 ménages et 10 689 logements.